# 一加手機3

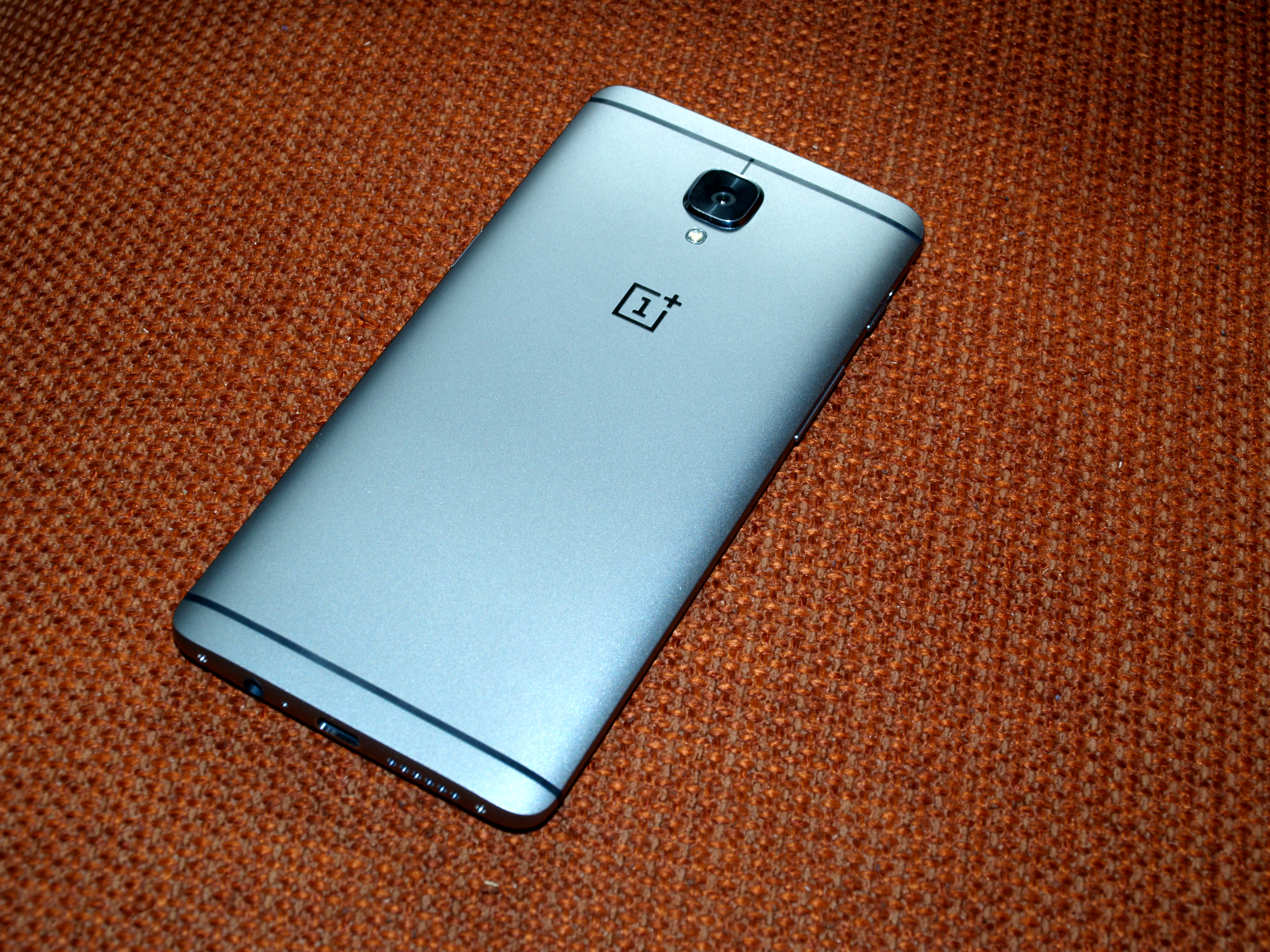
冰川灰的後蓋

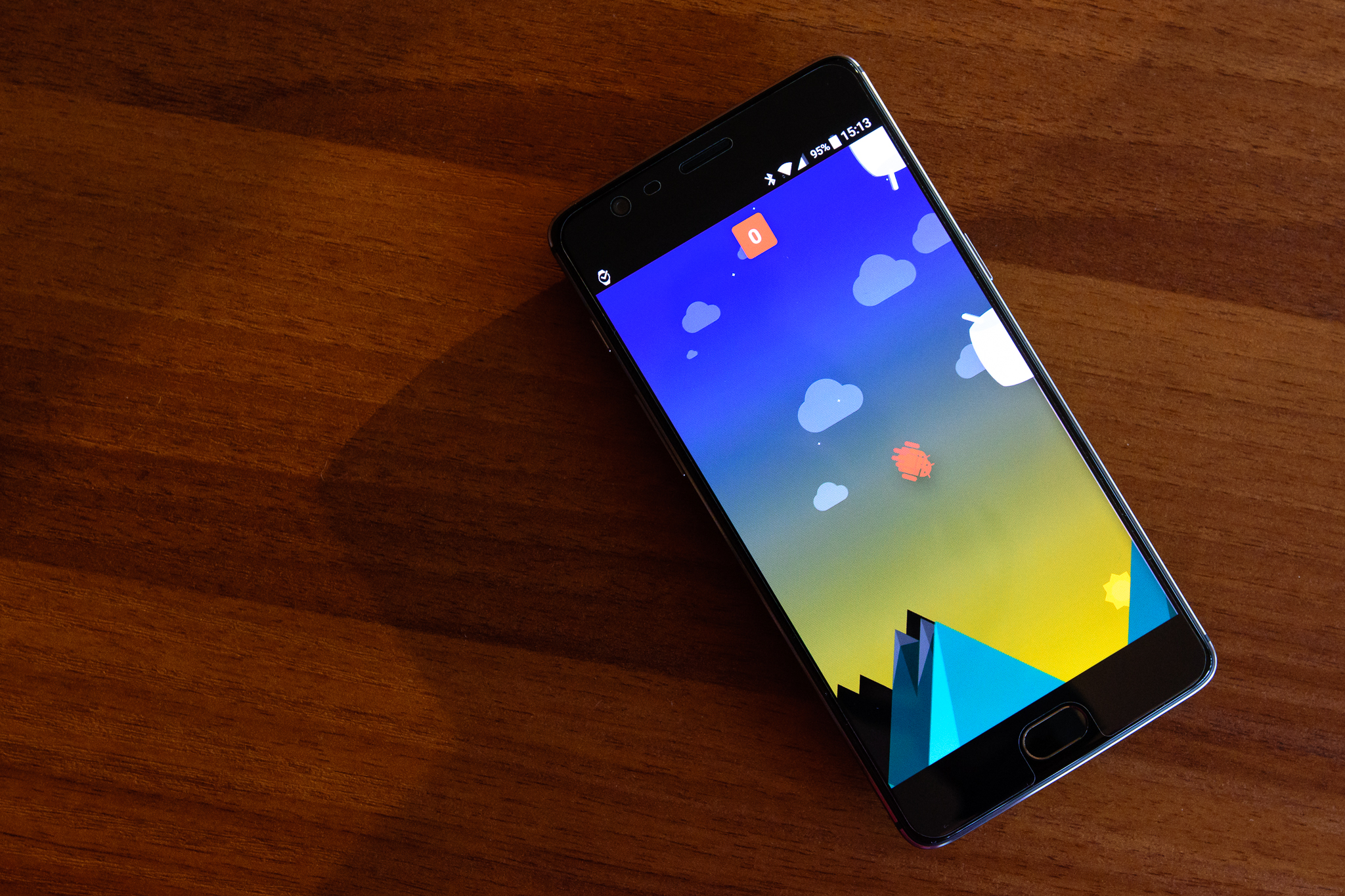
OnePlus 3T

一加手機3（OnePlus 3，常縮略為OP3）是中國大陸廠商一加推出的智慧型手機，於2016年6月14日正式全球發售。在同一年的11月22日，一加科技推出一加手機3的小幅升級版一加手機3T（OnePlus 3T）取而代之，兩者共用同一套軟體維護服務，部分零組件甚至可互換。

## 發售
在一加3的全球發布會上，一加使用虛擬現實的方式，在會場提供了30,000只VR頭戴式裝置來讓與會者通過全景虛擬現實來體驗新品。
一加手機3是一加科技首支無需邀請系統即可購買的手機型號。先前採用邀請制度主要是受制於代工廠的訂單排隊導致裝置的產量較低。是次發售儘管產量比此前的高，但仍有供貨不足的表現，不過有消息指出此次發售活動仍有飢餓式行銷的成分。
發布會上一加科技也公佈了一加手機3的硬體配置，其配備一顆高通驍龍820 SoC、6GB LPDDR4記憶體以及64GB的內建存儲空間，不過熒幕仍然維持在5.5英吋的大小、1080p的解析度水準，並且是一加首次採用OLED熒幕。除此以外，一加3還載有在前一代一加手機2上沒有的功能，像是快速充電技術以及近場通訊。也因如此，一加2缺少近場通訊功能則令一些購入了一加手機2的用家表達了不滿意見，因為這個功能在最早的一加手機上是標準配備。

## 技術規格

### 硬體

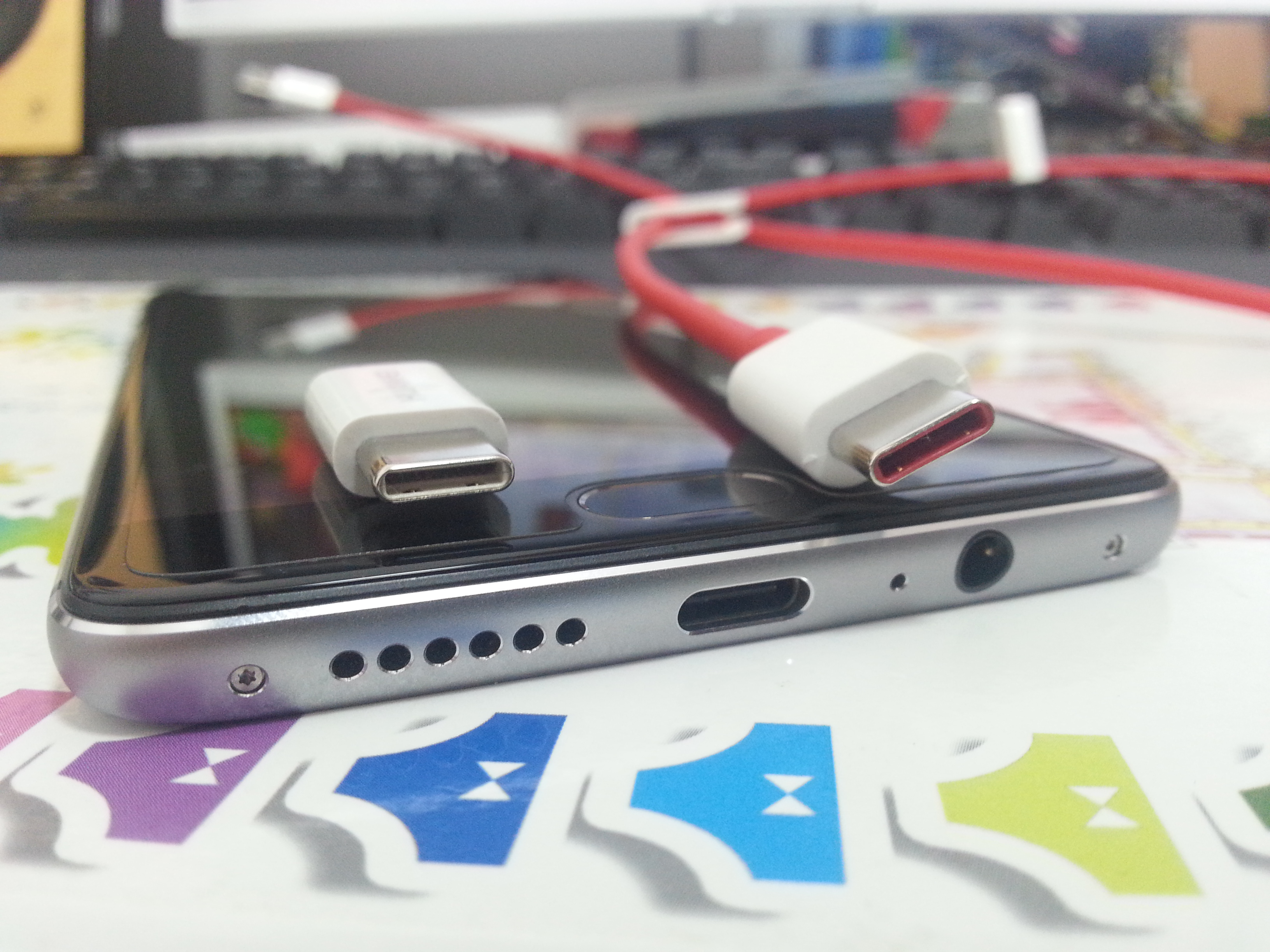
USB Type-C連接器以及連接埠

一加3採用了類似HTC One M9的金屬背面機身設計，使用的是陽極氧化鋁工藝以及弧型彎曲邊角設計。後置攝像鏡頭採用突出機身的設計。機身顏色有黑色-冰川灰和白色-薄荷金兩種組合。和前代一樣，用家可另外購買官方與Evetec合作推出的手機護套，款式包括砂岩黑版、竹質版、紅木酸枝版、黑杏版、凱芙拉纖維版。
機身尺寸方面，厚度比前代的一加2的要薄2.5公厘，不過長度僅比前代的短0.9公厘，寬度也僅比前代窄0.2公厘，熒幕尺寸維持在對角線5.5英吋（約139.7公厘），賬面上連續三代的熒幕解析度維持在1920×1080，PPI仍然是401。熒幕玻璃採用目前業界常見的康寧第4代大猩猩玻璃，不過一加3與前代不同的是採用了三星的Optic-AMOLED觸控式熒幕，是一加的首次，支援sRGB、DCI-P3色彩空間，然而由於使用PenTile畫素排列，因此實際解析度並不足1080p的水準。
一加3是一加科技首支只有64GB存儲空間容量可選的機種，前兩代的機種是有16GB容量的型號可選。此代採用的是UFS 2.0標準，而非現時仍較為常見的eMMC 5.1。和前代一樣缺少外掛記憶卡的功能，意味著仍不能安裝SD卡擴充存儲容量。本機支援USB OTG，可以掛接USB滑鼠、鍵盤、HUB、讀卡機/隨身碟等。
和一加2一樣，本代機型支援雙Nano-SIM卡，可支援一卡使用LTE資料傳輸而另一卡使用3G/2G通話網路（但仍不能同時使用兩張SIM卡的資料傳輸網路，也不支援兩張SIM卡同時處於4G網路，需要在在系統的設定選單中變更設定來切換兩SIM卡的偏好使用）。支援的網路類型有LTE（Cat. 6，包括FDD頻帶1/2/3/4/5/7/8/12/17/20/30、TDD頻帶34/38/39/40）、WCDMA（頻帶1/2/4/5/8）、CDMA 2000、EVDO、TD-SCDMA（頻帶34/39）、GSM（850/900/1800/1900 MHz）、CDMA，不過，本代仍然不能支援LTE頻帶13，意味著無法使用該頻段的電信業者，像是美國威訊的LTE網路，另外頻帶的支援也受販售地區的影響（見下表）。
| 型號  | 裝置認證ID              | 電信商/地區            | GSM 波段 | CDMA 波段 | UMTS 波段 (3G)    | TD-SCDMA 波段 (3G) | LTE 波段                               |
| ----- | ----------------------- | ---------------------- | -------- | --------- | ----------------- | ------------------ | -------------------------------------- |
| A3000 | TENAA id:02-B182-161638 | 中國大陸               | 四波段   | BC0       | 1 / 2 / 5 / 8     | 34 / 39            | FDD 1 / 3 / 7 TDD 38 / 39 / 40         |
| A3000 | FCC id:2ABZ2-A3000      | 北美（美國、加拿大等） | 四波段   | BC0       | 1 / 2 / 4 / 5 / 8 | 不適用             | FDD 1 / 2 / 4 / 5 / 7 / 12 / 17 / 30   |
| A3003 | 不適用                  | 歐洲及亞洲             | 四波段   | 不適用    | 1 / 2 / 5 / 8     | 不適用             | FDD 1 / 3 / 5 / 7 / 8 / 20 TDD 38 / 40 |

資料來源：
一加3的後置攝像鏡頭採用了一千六百萬畫素、f/2.0快門時間的Sony IMX 298感光元件，具備光學圖像穩定和電子圖像穩定技術，具有錄製4K解析度、30幀/秒（FPS）或720p解析度、120幀/秒（FPS）的高動態影片的能力。除此之外後置攝像鏡頭還支援RAW原始圖像輸出，供用家自行調整。本機的前置攝像鏡頭採用的是八百萬畫素、f/2.0快門時間的Sony IMX179感光元件，擁有錄製1080p解析度、30幀每秒（FPS）、固定對焦影片的能力。
一加3的電池仍然是不可拆卸式的設計，而且容量相比一加2還有所下降，為3,000mAh 3.8Vdc/11.40Wh 也配備了快速充電功能，名為Dash Charging。這個技術是基於一加的母公司OPPO的自有快速充電標準VOOC客制而來，官方文宣說明上表示電池電量從0%至60%所需的充電時間在30分鐘以內，以5V×4A的功率下充電。不過，因此也與高通的Quick Charge一樣，還需要支援的充電器或外掛移動電源方可實現快速充電。XDA Developers、OnePlus官方討論區上有人嘗試使用高通的快速充電（QC2.0規格）為一加3充電，儘管能成功開啟快速充電模式，但只會在5V×2A配置的功率以下充電，無法使用QC大功率的配置。
其他的特色功能還有從一加2開始加入的三段式通知級別開關、客制的Android作業系統等。另外在一加2上被移除的近場通訊（NFC）在一加3上被重新加入，不過之前推出的一加手機X，儘管配備了NFC，但仍處於被遮蔽而無法啟用的狀態，而實測表明一加3配備的NFC可用，感應線圈位置在後置攝像鏡頭四周。
上一代一加2配備電容式指紋識別器的配置在這一代中也有配備，指紋資訊被保存於SoC內的標準ARM TrustZone中，指紋識別器的擺放位置是觸控式主頁鍵內，和蘋果公司iPhone 6S的類似。

### 軟體
針對中國大陸市場的裝置，早期預載高度客制化的氫OS 1.4並且無預裝Google服務框架。而中國大陸以外發售的裝置，預載的是原生Android風格的氧OS（OxygenOS）3.2.2並附有全套Google服務，兩者均基於Android 6。不過，裝置在保持原廠不解鎖Bootloader、保持原廠Recovery的設定下，使用者可自行安裝不同地區版本的韌體（如歐洲版裝置安裝氫OS，反之亦然），廠方也默許了此類行爲。
後來氫OS 2.5與OxygenOS 3.5合併，氫OS全面改用與Oxygen OS相同的Android使用者界面設計，氫OS也預裝了最基本的Google服務框架以應對衆多應用程式的依賴（但仍缺少Play商店、Gmail、Google日曆等服務，仍以同類型自製服務取代）。
由於一加1中國大陸版、一加2及一加X都缺乏積極的廠方售後軟體更新服務，因此衆多一加3及後來一加3T的使用者擔心一加3/3T在後來的一加5推出後也會有此類問題，而質詢一加，一加的CEO劉作虎對此作出了正式回應，表示廠方會為一加3/3T升級至Android 8.1，並且自一加3/3T起（包括一加3/3T）推出所有的裝置均會提供三年的官方軟體更新服務，包括兩年的功能及安全性更新（包括Android大版本更新）和一年的安全性維護服務。2017年9月8日，一加3/3T的Android 8內部測試結束，推出公開測試，2017年9月19日，推出適用於一加3/3T的Android 8 OTA系統軟體更新。

#### Android 9 更新
2018年6月30日，一加再次更新了舊型裝置（指一加3/3T）的軟體更新策略，將最終更新的Android版本推進至Android P（即後來的Android 9），與此同時停止了一加3/3T的軟體公開測試更新頻道。第一個基於Android 9的穩定版系統更新於2019年5月推出，是爲氫OS/OxygenOS 9.0.2。而後發佈了數個安全更新和重要錯誤更新後，目前最新版的軟體版本氫OS/OxygenOS 9.0.6。

#### 非官方韌體支援
一加手機3的Linux核心原始碼及BLOB在開售不久就發佈於GitHub（同時還有一加手機2和一加手機X的Linux核心原始碼及BLOB），與一加手機初代一樣推出不久就有CyanogenMod韌體的測試版發佈，CyanogenMod停止更新以後也是少數有Lineage OS志願者維護更新的機型。

## 外部連結
- 一加手機3[]（简体中文）
- OnePlus 3 （页面存档备份，存于）（英文）
- 一加手机 3 评测：三代而立 （页面存档备份，存于）（简体中文）

| 前任： 一加手機2 | 一加手機3 2016 | 繼任： 一加手機3T |